# 普拉爾區
普拉爾區（西班牙語：Purral），是哥斯達黎加的一個區，位於該國中部聖何塞省，始建於1991年7月23日，面積2.99平方公里，海拔高度1,242米，2011年人口26,696，人口密度每平方公里8,928.43人。